# Kanakerr-Zejtun
Kanakerr-Zejtun (orm. Քանաքեռ-Զեյթուն) – jedna z dwunastu dzielnic Erywania – stolicy Armenii. Według danych na rok 2022 dzielnicę zamieszkiwały 73 834 osoby, a gęstość zaludnienia wyniosła 9551 os./km2.

## Galeria

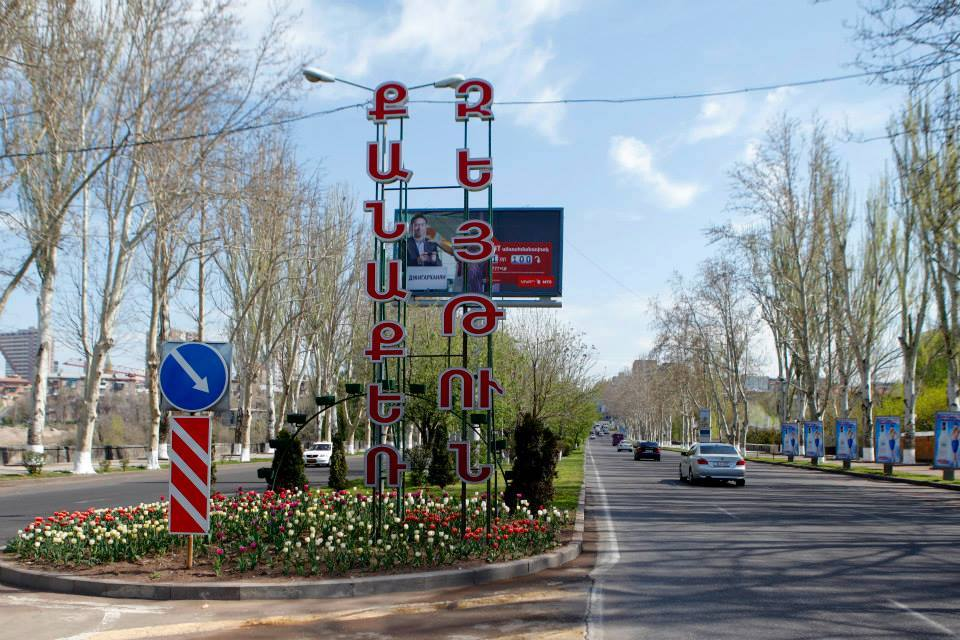
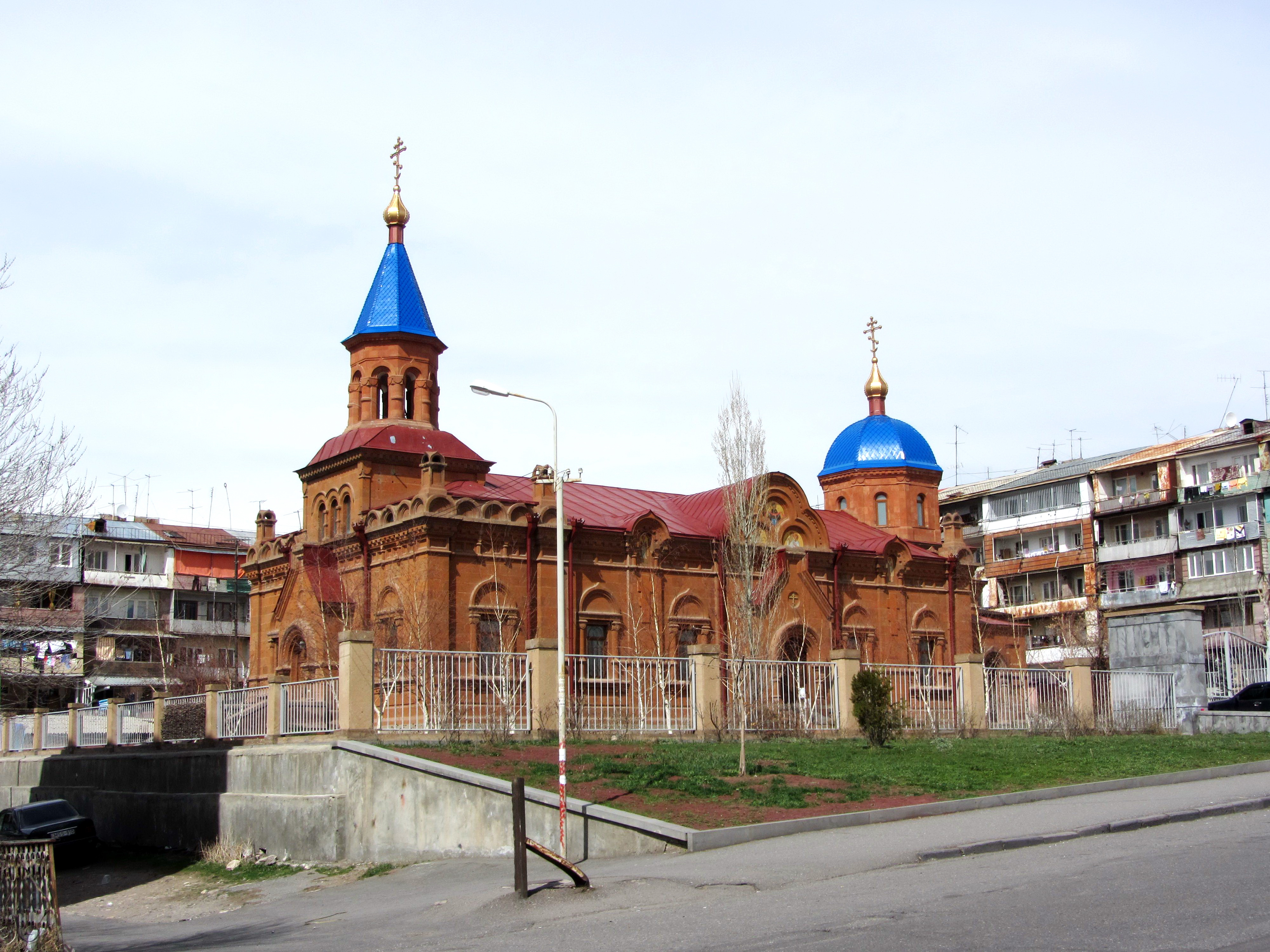
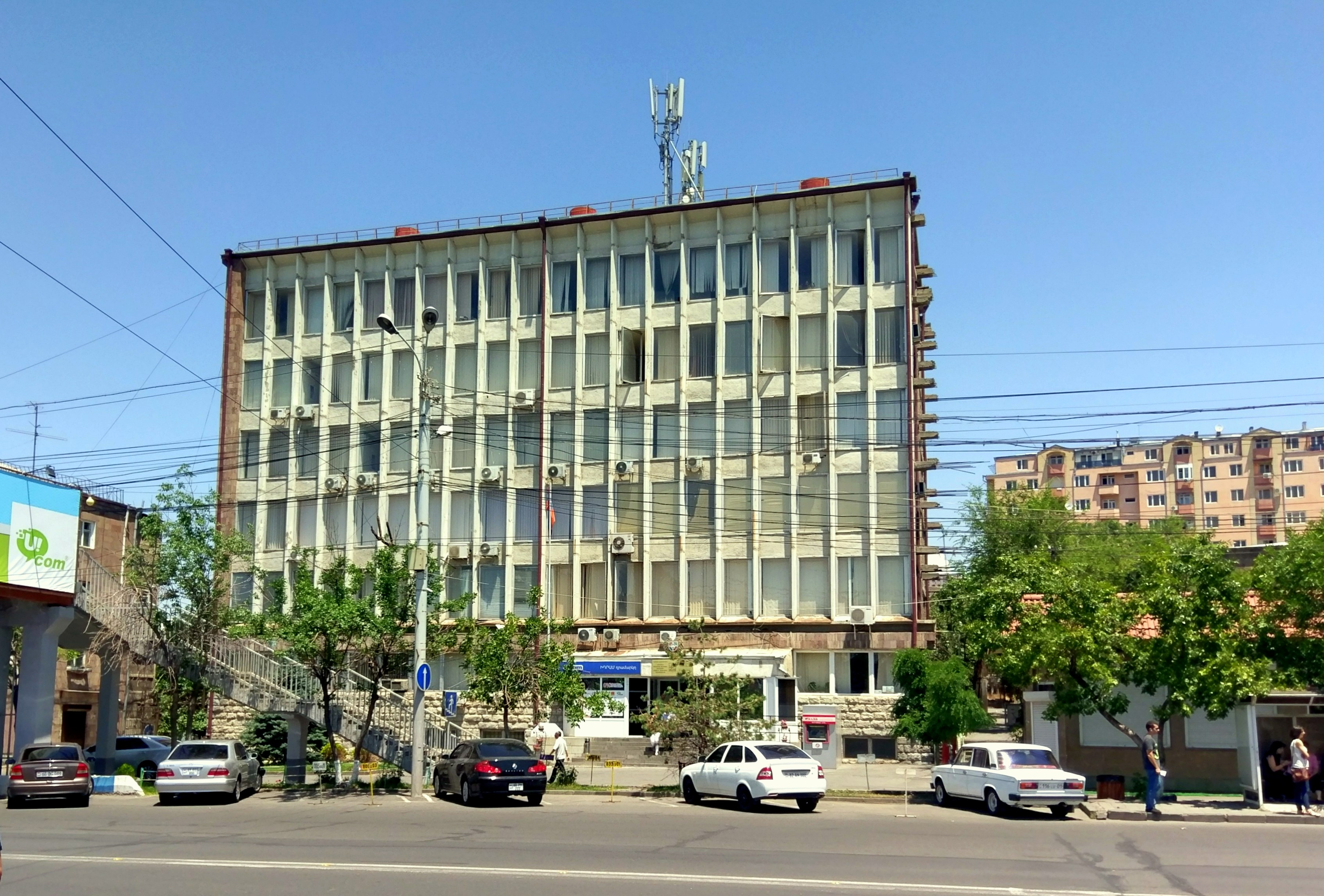
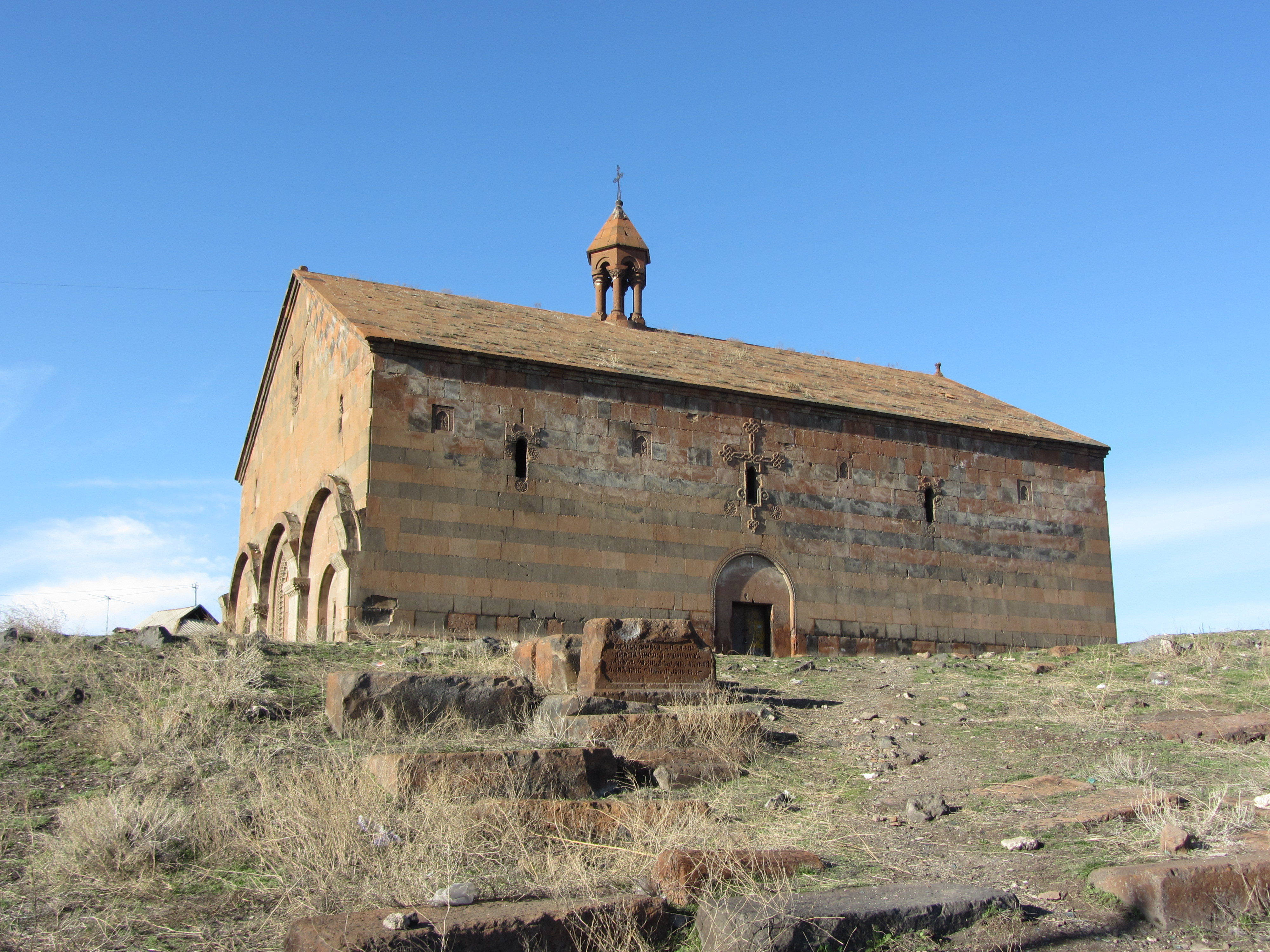